# Palaeorhiza amoena
Palaeorhiza amoena är en biart som beskrevs av Hirashima 1981. Palaeorhiza amoena ingår i släktet Palaeorhiza och familjen korttungebin. Inga underarter finns listade i Catalogue of Life.